# 法尔兴廷
法尔兴廷是德国梅克伦堡-前波莫瑞州的一个市镇。总面积17.31平方公里，总人口348人，其中男性184人，女性164人（2011年12月31日），人口密度20人/平方公里。